# José Jacinto Vega
José Jacinto Vega Leon (Quito, Pichincha, Ecuador; 14 de febrero de 1958) es un exfutbolista ecuatoriano.

## Trayectoria como futbolista
Jugó en Club Deportivo El Nacional, con el cual ganó seis veces el Campeonato Ecuatoriano de Fútbol (1976, 1977, 1978, 1982, 1983, y 1992). También jugó en Liga Deportiva Universitaria de Quito, Barcelona Sporting Club y Sociedad Deportivo Quito.

### Selección nacional
Disputó nueve partidos con la selección de fútbol de Ecuador desde 1983 hasta 1987. Formó parte del plantel de la selección ecuatoriana que participó en la Copa América de 1983 donde anotó un gol de tiro libre ante Argentina. También participó en la Copa América 1983.

## Trayectoria como entrenador
Después de retirarse del fútbol profesional, decidió incursionar en la dirección técnica. Completó cursos en Paraguay, Chile y España, y tuvo la oportunidad de entrenar a las categorías sub-10 de Espoli y El Nacional, así como a las selecciones de Ecuador Sub-17, Sub-20 y Sub-23. También acumuló experiencia dirigiendo al equipo principal del Espoli y colaboró con Hernán Darío Gómez en la Selección absoluta de Ecuador.

## Clubes
| Club            | País    | Año       |
| --------------- | ------- | --------- |
| El Nacional     | Ecuador | 1976-1983 |
| Barcelona       | Ecuador | 1984      |
| Liga de Quito   | Ecuador | 1985-1988 |
| Deportivo Quito | Ecuador | 1989-1991 |
| El Nacional     | Ecuador | 1992-1993 |

## Palmarés
| Título                 | Club        | País    | Año  |
| ---------------------- | ----------- | ------- | ---- |
| Campeonato Ecuatoriano | El Nacional | Ecuador | 1976 |
| Campeonato Ecuatoriano | El Nacional | Ecuador | 1977 |
| Campeonato Ecuatoriano | El Nacional | Ecuador | 1978 |
| Campeonato Ecuatoriano | El Nacional | Ecuador | 1982 |
| Campeonato Ecuatoriano | El Nacional | Ecuador | 1983 |
| Campeonato Ecuatoriano | El Nacional | Ecuador | 1992 |